# 2-butanol
2-butanolul (numit și sec-butanol) este un alcool secundar, un izomer al butanolului, cu formula CH3-CH(OH)-CH2-CH3. Este un lichid inflamabil și incolor. Este produs pe scară largă, în principal ca și precursor pentru obținerea industrială a butanonei (etilmetilcetonă).

## Stereoizomerie
2-butanolul este un compus chiral și astfel poate fi obținut sub forma unuia dintre stereoizomerii său, notați (R)-(−)-2-butanol și (S)-(+)-2-butanol. De obicei, compusul se găsește sub forma unui amestec dintre cei doi stereoizomeri, caz în care avem un amestec racemic.
|                   |                   |
|                   |                   |
| (R)-(−)-2-butanol | (S)-(+)-2-butanol |

## Obținere
2-butanolul poate fi obținut la nivel industrial printr-o reacție de hidratare a 1-butenei sau 2-butenei:
Acidul sulfuric este utilizat ca și catalizator în cadrul acestui proces.
În laborator, sec-butanolul poate fi preparat prin reacția Grignard a bromurii de etilmagneziu cu acetaldehidă în eter dietilic uscat sau tetrahidrofuran. 2b2t